# Ligularia phoenicochaeta
Ligularia phoenicochaeta là một loài thực vật có hoa trong họ Cúc. Loài này được (Franch.) S.W.Liu mô tả khoa học đầu tiên.